# Euploea scylla
Euploea scylla är en fjärilsart som beskrevs av Hans Fruhstorfer 1910. Euploea scylla ingår i släktet Euploea och familjen praktfjärilar. Inga underarter finns listade i Catalogue of Life.